# 네미
네미(이탈리아어: Nemi)는 이탈리아 라치오주 로마현에 위치한 코무네다. 로마로부터 동남쪽 15km 거리에 있다.
도시의 명칭은 라틴어로 아리차의 숲이라는 뜻의 네무스 아리키눔(nemus Aricinum)에서 유래했다.